# Умурдинов, Мухитдин
Мухитдин Умурдинов (10 апреля 1912 — 21 мая 1981) — участник Великой Отечественной войны, помощник командиpa взвода 1022-го стрелкового полка 269-й стрелковой дивизии 3-й армии Брянского фронта, Герой Советского Союза (1945), старший сержант.

## Биография
Родился 10 апреля 1912 года в кишлаке Баистан ныне Кувинского района Ферганской области Узбекистана в семье крестьянина. Узбек. Окончил 10 классов и специальную школу. Работал начальником пожарной охраны в городе Дербент Дагестанской АССР.
В Красной Армии в 1937—1939 годах и с 1942 года.
На фронте в Великую Отечественную войну с января 1942 года.
Член ВКП(б)/КПСС с 1943 года.
Помощник командира взвода 1022-го стрелкового полка (269-я стрелковая дивизия, 3-я армия, Брянский фронт) старший сержант М. Умурдинов проявил мужество и героизм в Орловской наступательной операции. В бою в районе деревни Плещеево (Орловская область) на подступах к Орлу 4 августа 1943 года первым поднял свой взвод в атаку. В рукопашной схватке взвод уничтожил 20 гитлеровцев. После скоротечного рукопашного боя враг, оставив траншеи, бежал.
14 августа бойцам Умурдинова была поставлена задача — сблизиться с противником, обороняющим важную стратегическую высоту в районе деревни Кривошеина, и боем разведать его огневую систему. Пятнадцать бывалых воинов ползком двинулись к высоте. Враг, отвлечённый умышленно завязанной с ним перестрелкой, не заметил группы Умурдинова, и Мухитдин этим сразу же воспользовался: мгновенный бросок, взрывы гранат, дружная стрельба из автоматов, грозное «Ура!» и враг, не выдержав натиска, бежал. А на высоте было около ста гитлеровцев.
Звание Героя Советского Союза с вручением ордена Ленина и медали «Золотая Звезда» Мухитдину Умурдинову присвоено Указом Президиума Верховного Совета СССР от 4 июня 1944 года.
В январе 1944 года в бою получил тяжелое ранение и после длительного лечения в госпиталях в 1945 году демобилизован по инвалидности. За два года участия в войне имел на личном боевом счету свыше 200 уничтоженных гитлеровцев и ещё 6 захватил в плен.
Вернулся на родину. Работал председателем колхоза «Коммунизм» Кувинского района Ферганской области Узбекской ССР, затем председателем ревизионной комиссии этого колхоза.
Скончался 21 мая 1981 года.

В мае 1997 года во время наводнения Золотая Звезда Героя была похищена из дома Умурдиновых. Медаль и наградной лист были вывезены контрабандой из Узбекистана и попали в Германию. Затем медаль купил американский писатель Генри Сакаида (Henry Sakaida). Он направил письмо в адрес семьи Умурдиновых с просьбой рассказать что либо о Мухитдине и упомянул в письме о том, что медаль героя находится у него. В ответ сын Мухитдина — Рахматджон Умурдинов предложил Сакаиде выкупить медаль своего отца. Американский писатель не счёл возможным получать деньги за вещь, не принадлежащую ему по праву, и вернул медаль Героя бесплатно.

## Награды и звания
- Медаль «Золотая Звезда» Героя Советского Союза (04.06.1944);
- Орден Ленина (04.06.1944);
- Орден Отечественной войны II степени (09.08.1943);
- Орден Красной Звезды (13.01.1944);
- Медали СССР.

## Почётные звания
- Звание «Почётный гражданин города Быхова» (присвоено в 1972 году)[1].

## Память
- Имя Героя высечено золотыми буквами в зале Славы Центрального музея Великой Отечественной войны в Парке Победы города Москва.
- Именем Героя названы школа и улица на родине.